# Boboli-Garten

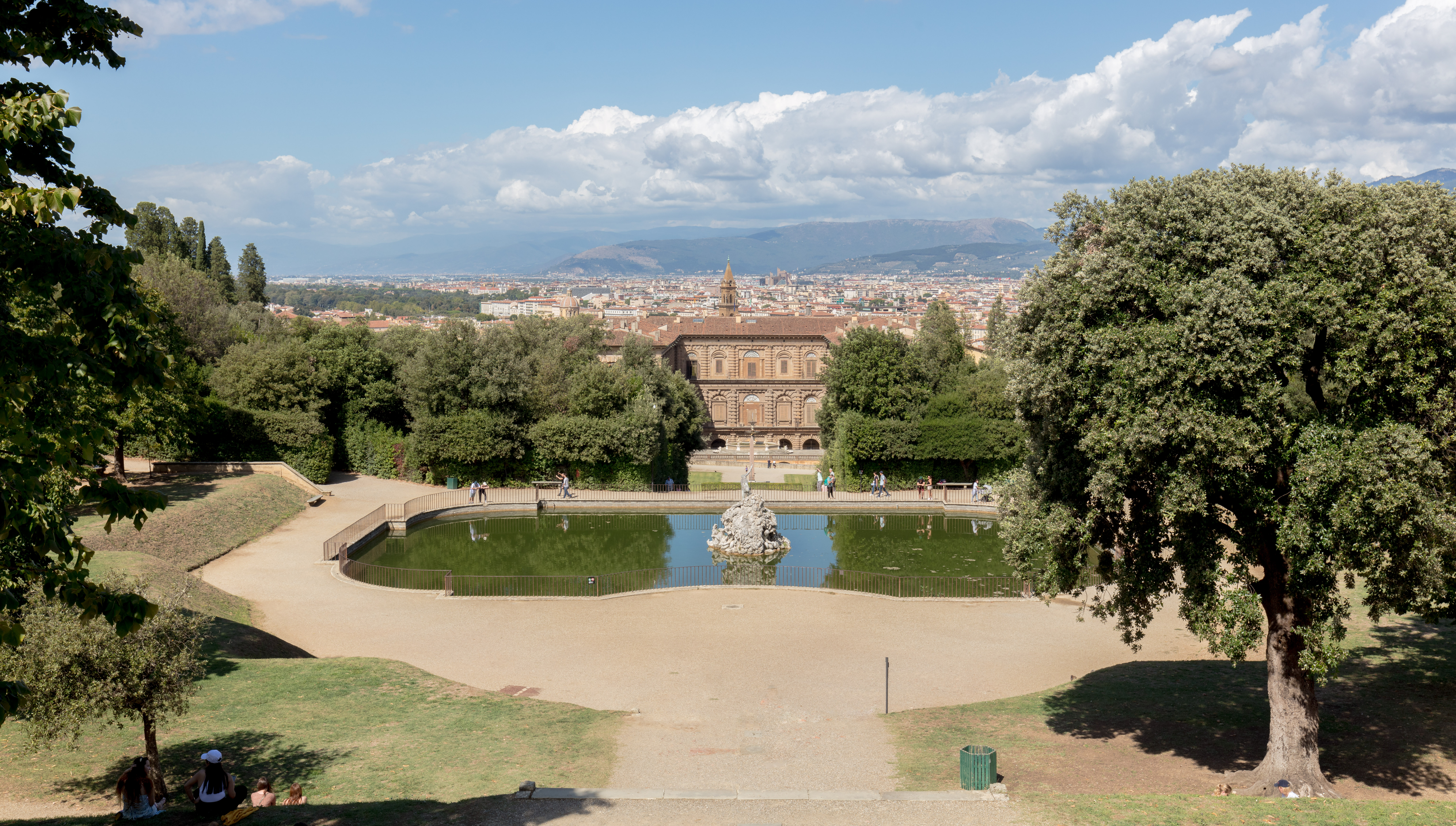
Boboli-Garten

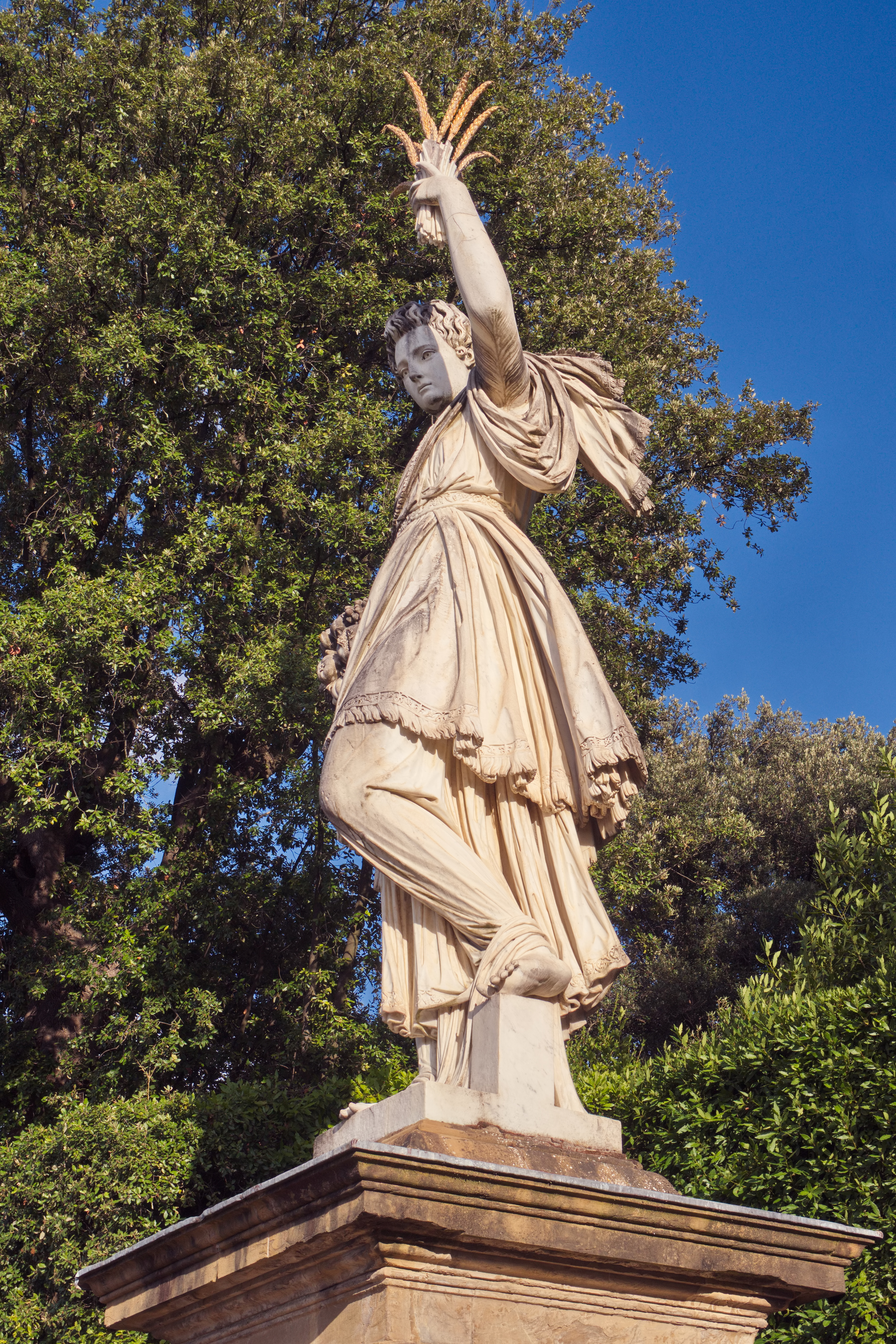
Allegorie der Abundantia von Pietro Tacca (1636), von Giambologna als Portraitstatue Johannas von Österreich begonnen

Der Boboli-Garten (Giardino di Boboli) ist ein Park in Florenz und Heimstatt einer wichtigen Sammlung von Skulpturen.
Die Anlage, die hinter dem Palazzo Pitti liegt, dem Hauptsitz der Medici als Großherzöge der Toskana, ist einer der bekanntesten italienischen Gärten des 16. Jahrhunderts. Im Gartenbaustil der Zeit weist er lange Achsen auf, breite Kieswege, eine beachtliche „Möblierung“ durch steinerne Elemente, den verschwenderischen Einsatz von Statuen und Brunnen, und eine Aufteilung in halbprivate und öffentliche Bereiche, die durch klassische Akzente gebildet wurde: Grotten, Nymphen, Gartentempel und Ähnliches. Die Offenheit des Gartens, der einen ausgedehnten Blick über die Stadt erlaubt, war für die Zeit ungewöhnlich.

## Geschichte
Der Boboli-Garten wurde von Eleonora von Toledo angelegt, der Ehefrau von Großherzog Cosimo I. Das Land für den Garten wurde einer Familie Boboli abgekauft, wovon sein Name abgeleitet ist. Die erste Phase war gerade von Niccolò Tribolo begonnen worden, als er 1550 starb, und wurde von Bartolomeo Ammanati fortgeführt, der von Giorgio Vasari bei der Planung unterstützt wurde, von dem auch einige der Grotten gebaut wurden, während die Skulpturen von Bernardo Buontalenti stammen. Die Architektur der Grotte im Hof, der den Palast vom Garten trennt, ist ebenfalls von Buontalenti.
Die Hauptachse, die auf die rückwärtige Fassade des Palazzos gerichtet ist, steigt von einem tiefgelegenen Amphitheater – das in seiner Form an ein halbes klassisches Hippodrom erinnert – auf den Bobolihügel hinauf. In der Mitte des Amphitheaters steht ein ägyptischer Obelisk, der von der Villa Medici in Rom hierher gebracht wurde. Diese Hauptachse endet am Neptun-Brunnen (den die respektlosen Florentiner „Gabelbrunnen“ nennen) und einer Skulptur von Stoldo Lorenzi. Eine lange zweite Achse im rechten Winkel zur Hauptachse führt durch eine Reihe von Terrassen und Wasserspielen.
Der Garten wurde in mehreren Phasen erweitert und umgebaut. Im 17. Jahrhundert bekam er seine heutige Größe von 4,5 Hektar. Er ist mittlerweile ein Freilichtmuseum der Gartenskulptur, darin eingeschlossen römische Altertümer ebenso wie Arbeiten des 16. und 17. Jahrhunderts.
In der ersten Phase der Arbeiten wurde das Amphitheater am Hang hinter dem Palast ausgeschachtet. Anfangs aus gegrabenen Terrassen bestehend, wurde es erst später in Stein ausgebaut und mit Statuen versehen, die auf der antiken Mythologie basieren, wie zum Beispiel der Okeanos-Brunnen, der von Giambologna skulptiert wurde, und erst später seinen heutigen Platz an einer anderen Stelle des Gartens bekam. Die kleine Madama-Grotte und die große Grotte wurden von Vasari begonnen und von Ammanati und Buontalenti zwischen 1583 und 1593 vollendet.
Die große Grotte ist ein bemerkenswertes Beispiel des Manierismus. Innen und außen mit Stalaktiten dekoriert, und ursprünglich mit Wasserspielen und üppiger Vegetation versehen, ist die Grotte in drei Hauptteile gegliedert. Der erste sollte mit Fresken den Eindruck einer natürlichen Grotte entstehen lassen, in der sich Schäfer vor wilden Tieren schützen konnten, und enthielt ursprünglich Michelangelos „Die Gefangenen“ (heute durch Kopien ersetzt, die Originale stehen in der Galleria dell’Accademia), die eigentlich für das Grab des Papstes Julius II. vorgesehen waren. Andere Räume der Grotte enthalten Giambolognas berühmte Badende Venus und eine Paris-und-Helena-Gruppe von Vincenzo de Rossi aus dem 16. Jahrhundert.
Die Anlage kann besichtigt werden, der Eintritt ist für Besucher, die nicht in der Stadt Florenz wohnhaft sind, kostenpflichtig.

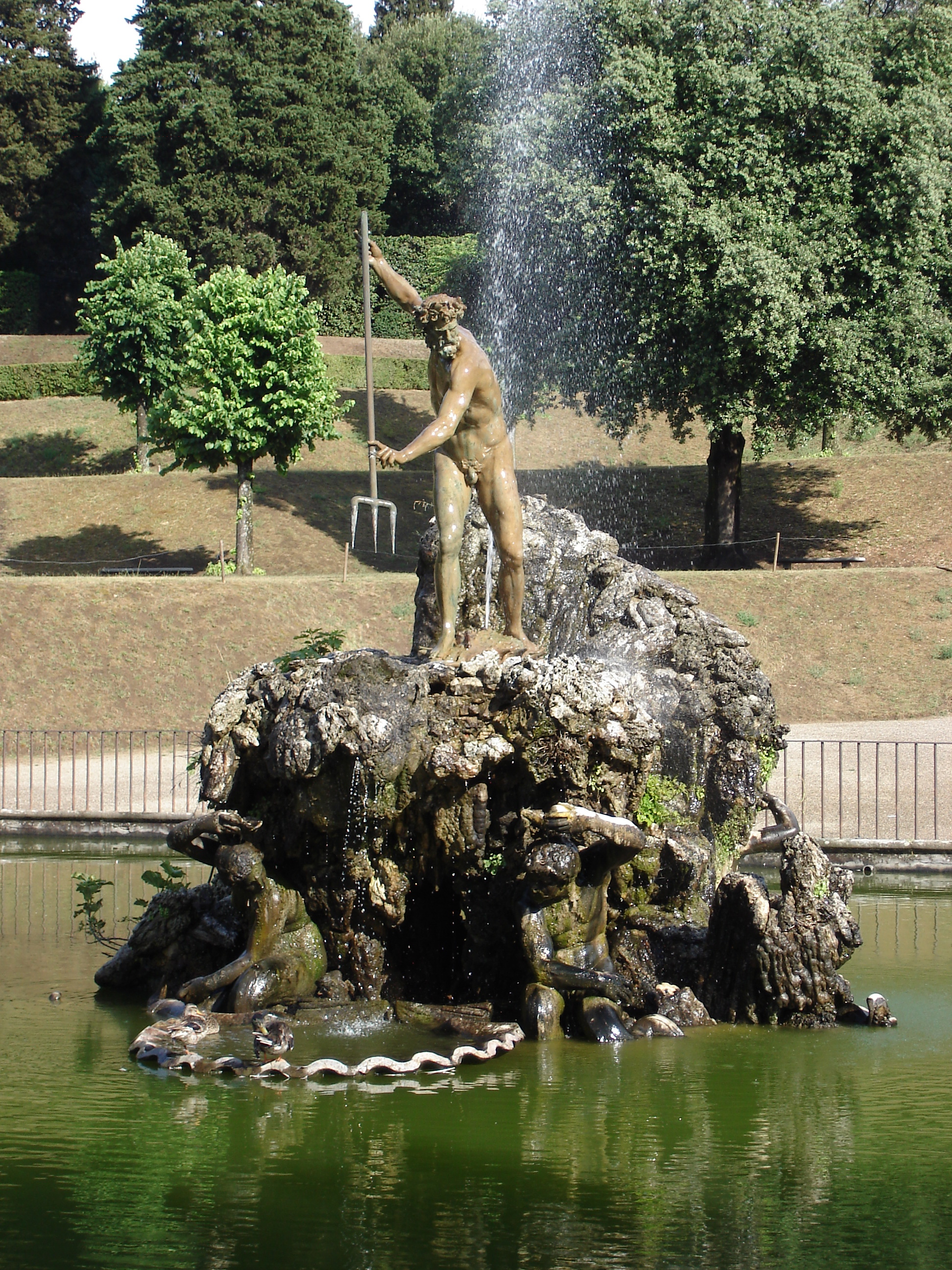
Der Neptunbrunnen von Stoldo Lorenzi (1571)
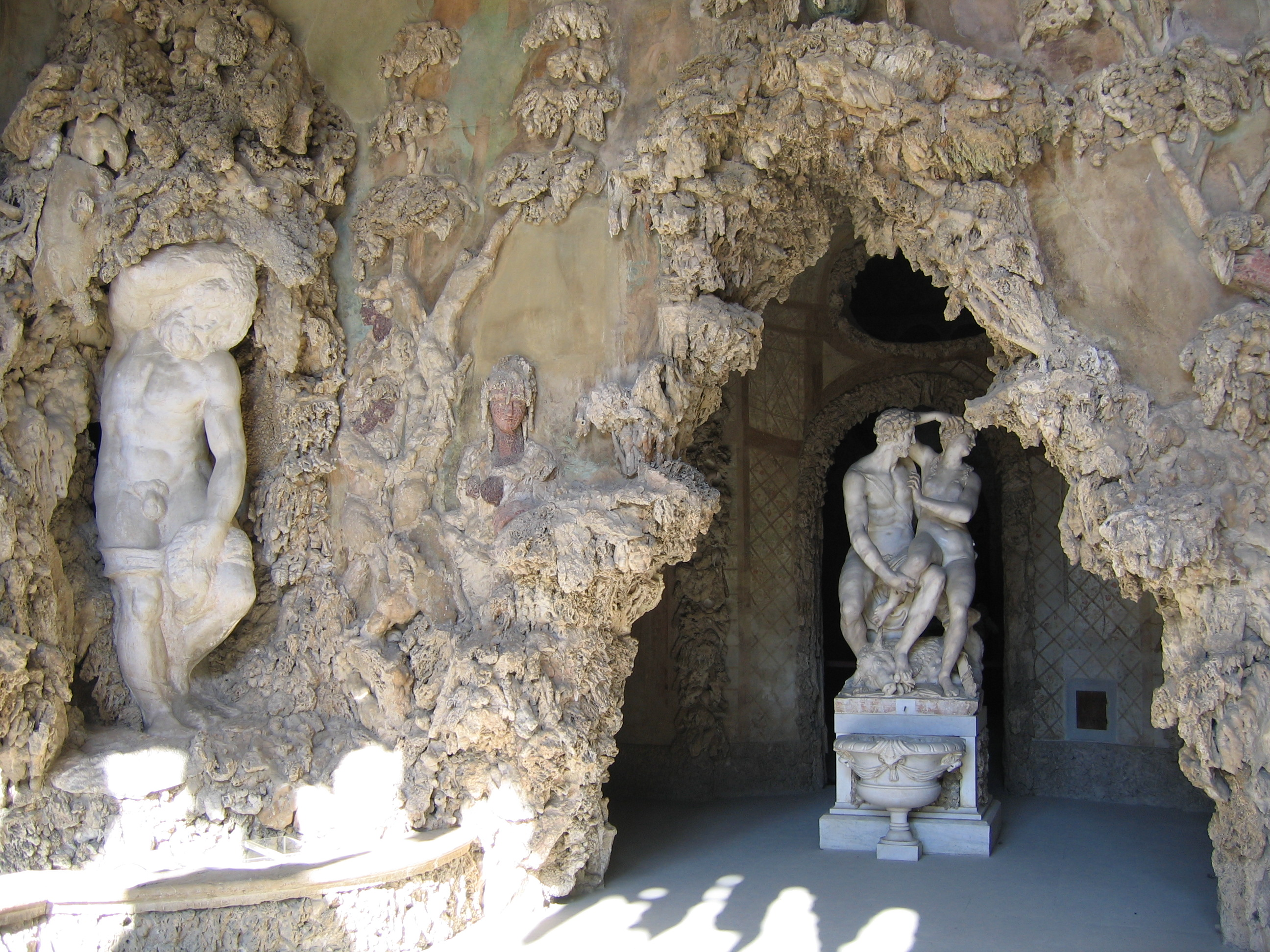
Die Grotte Bernardo Buontalentis (1583–93), mit der Kopie eines Gefangenen Michelangelos und Vincenzo de’ Rossis Theseus and Ariadne
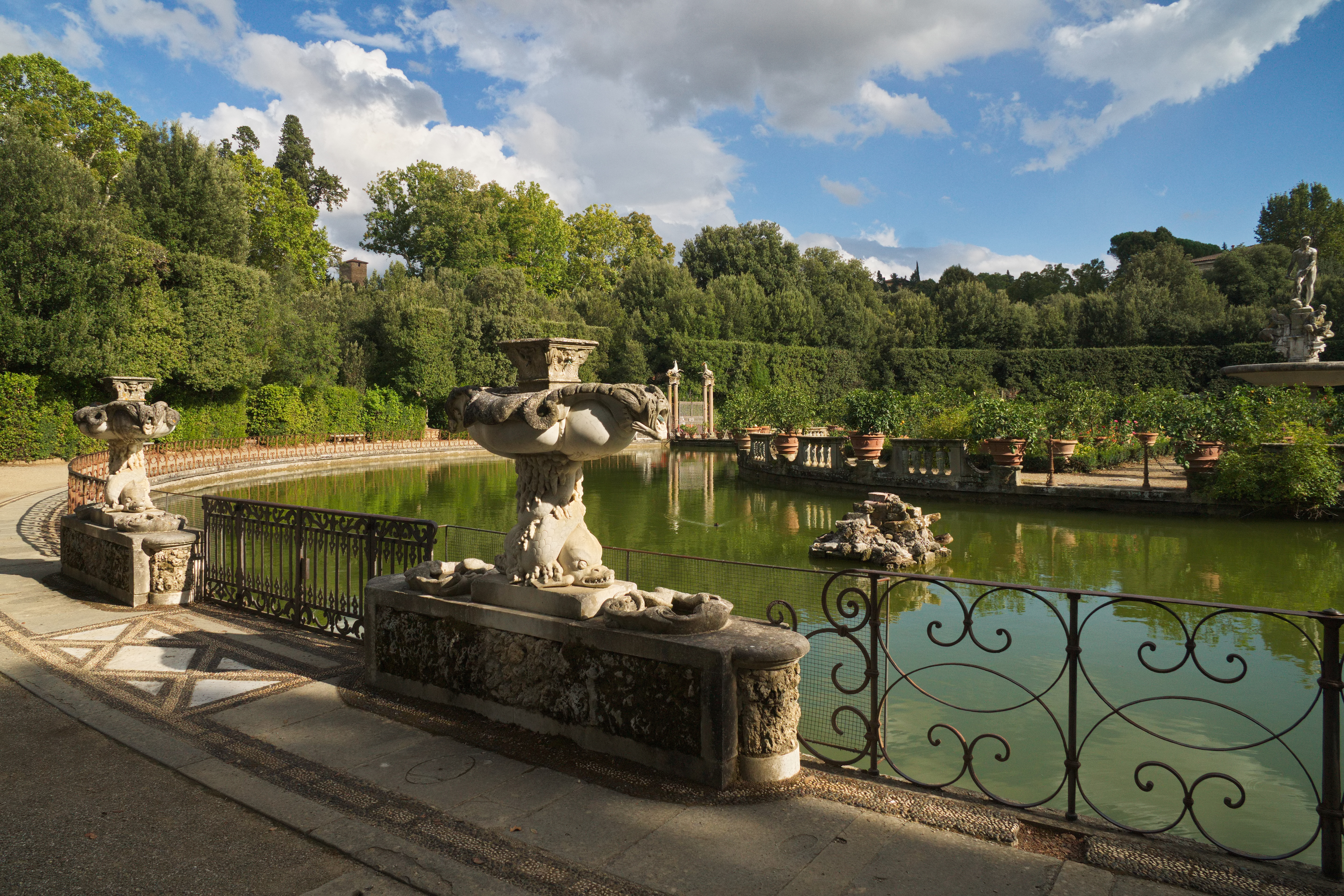
Die Isolotto, Anfang des 17. Jh. von Giulio und Alfonso Parigi d. Ä. entworfen, mit Giambolognas Oceanus-Brunnen
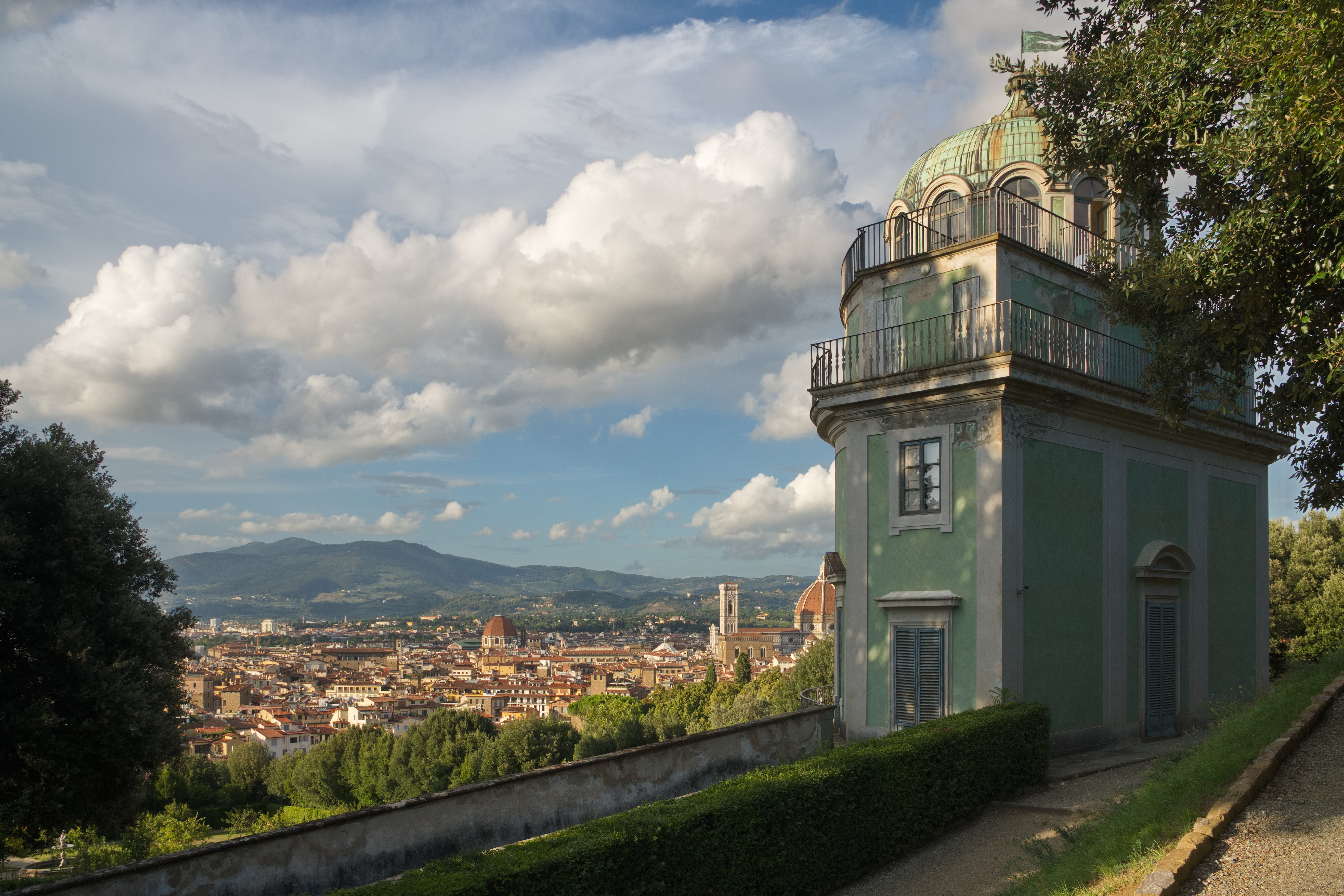
Kaffeehaus von Zanobi del Rosso (1776) mit Stadtpanorama
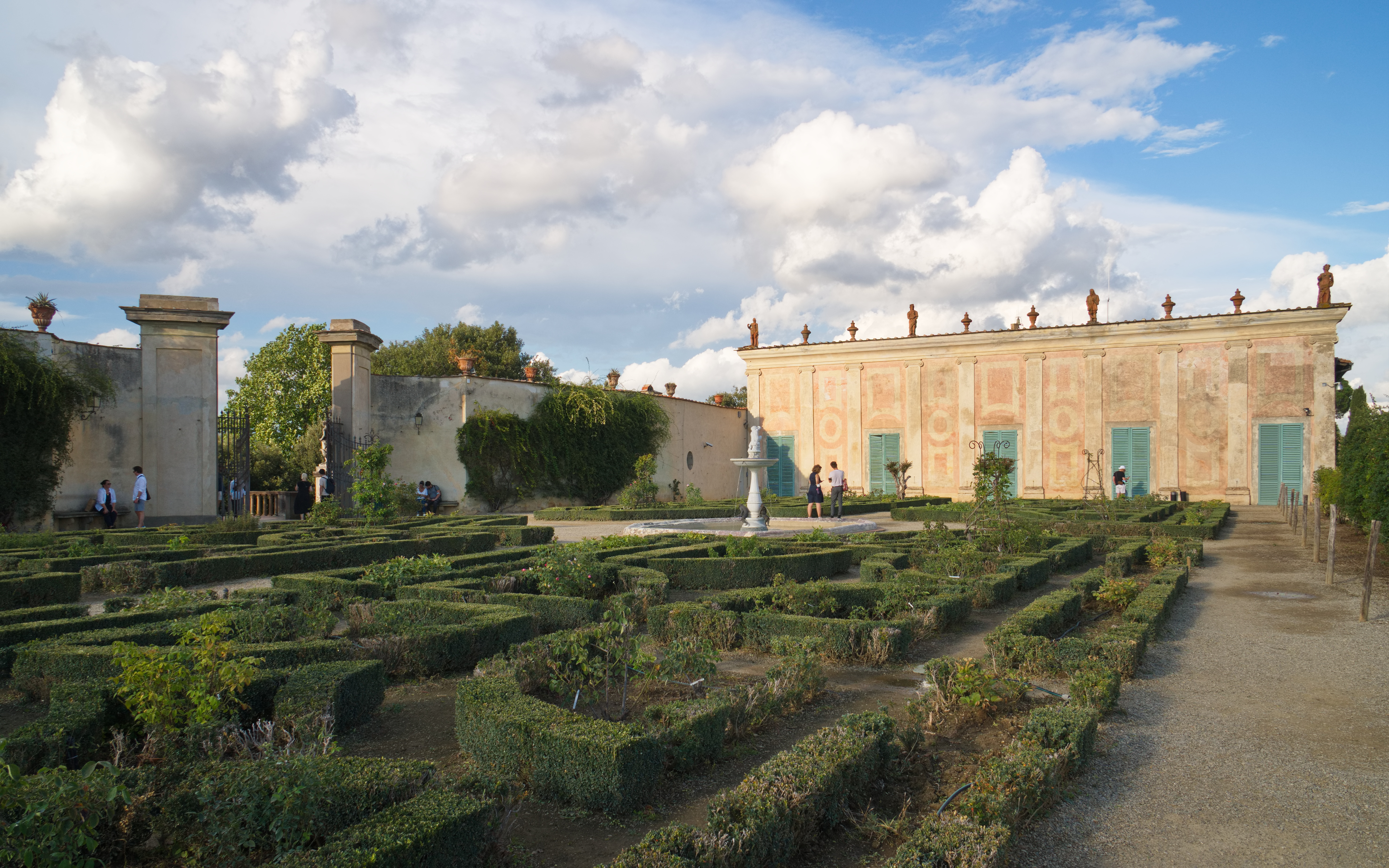
Palazzina del Cavaliere von Zanobi del Rosso (1790–93), gebaut auf der Wehranlagen aus dem 14. und 16. Jh., und direkt über einem der Wasserreservoirs des Gartens